# Sipahi (serie de televisión)
Sipahi es una serie de televisión turca de 8 episodios, emitida en Show TV del 12 de diciembre de 2022 al 30 de enero de 2023 tras la cancelación provocada por el aumento de los costes de producción. Está dirigida por Hakan İnan y Doğan Ümit Karaca, escrita por Ali Doğançay, producida por CNP Film y protagonizada por Kaan Yıldırım, Özge Gürel y Kerem Alışık.

## Sinopsis
Los acontecimientos se desarrollan en torno a Korkut Ali Türkoğlu, un gran, inteligente y brillante agente de los servicios secretos turcos, miembro del equipo Sipahi de la Agencia Nacional de Inteligencia, junto con su colega el comisario Canan Doğan y Yıldırım Zafer Bozok. El equipo de Sipahi debe luchar contra las fuerzas oscuras de Occidente, que se han convertido en una clara amenaza para Turquía, donde la población se encuentra en estado de pánico tras el caos que se produjo tras los sangrientos actos terroristas ocurridos en los últimos días.

## Reparto
- Kaan Yıldırım como Korkut Ali Türkoğlu (episodios 1-8)
- Özge Gürel como Canan Doğan (episodios 1-8)
- Kerem Alışık como Yıldırım Zafer Bozok (episodios 1-8)
- Sinan Tuzcu como Goran Losic / Thomas Hartman (episodios 1-8)
- Erkan Bektaş como Habtor Bin Said (episodios 1-8)
- Başak Gümülcinelioğlu como Ezgi Sancaklı (episodios 1-8)
- Nurettin Sönmez como Kemal Yörükoğlu (episodios 1-8)
- Çağdaş Onur Öztürk como Yusuf Çetin (episodios 1-8)
- Serhat Nalbantoğlu como Alptekin Ala (episodios 1-8)
- Emre Bulut como Cem Kaleli (episodios 1-8)
- Gözde Okur como Esra Çetin (episodios 1-8)
- Elit Andaç Çam como Meral Yörükoğlu (episodios 1-8)
- Zeynep Oymak como Elif Yıldız (episodios 1-8)
- Berrin Arısoy como Lale Türkoğlu (episodios 1-8)
- Gamze Topuz como Jasmin (episodios 1-8)
- Hakan Akay como Ömer (episodios 1-8)
- Kemal Zeydan como Efraim (episodios 1-8)
- Cengiz Koç como Zabka (episodios 1-8)
- İsmail Düvenci como Zeki (episodios 1-8)
- Selçuk Borak como Fahrettin (episodios 1-8)
- Ece Dizdar como Narin Toprak (episodios 3-8)
- Özgür Atasoy como İvan (episodios 5-8)
- Mustafa Vuran como Mustafa (episodios 5-8)

## Temporadas
| Temporada | Temporada | Episodios | Rango de episodios | Emisión original        | Emisión original    |
| Temporada | Temporada | Episodios | Rango de episodios | Inicio                  | Final               |
| --------- | --------- | --------- | ------------------ | ----------------------- | ------------------- |
|           | 1         | 8         | 1 - 8              | 12 de diciembre de 2022 | 30 de enero de 2023 |

### Primera temporada (2022-2023)
| n° | Título original | Primera TV Turquía      |
| -- | --------------- | ----------------------- |
| 1  | 1. Bölüm        | 12 de diciembre de 2022 |
| 2  | 2. Bölüm        | 19 de diciembre de 2022 |
| 3  | 3. Bölüm        | 26 de diciembre de 2022 |
| 4  | 4. Bölüm        | 2 de enero de 2023      |
| 5  | 5. Bölüm        | 9 de enero de 2023      |
| 6  | 6. Bölüm        | 16 de enero de 2023     |
| 7  | 7. Bölüm        | 23 de enero de 2023     |
| 8  | 8. Bölüm        | 30 de enero de 2023     |

## Producción
La serie está dirigida por Hakan İnan y Doğan Ümit Karaca, escrita por Ali Doğançay y producida por CNP Film

### Cancelación
Inicialmente, la serie tenía un acuerdo mínimo de 13 episodios con el canal Show TV, pero debido al aumento de los costos de producción la serie se redujo a 8 episodios hasta el 30 de enero de 2023.

### Rodaje
El rodaje de la serie tuvo lugar del 3 de octubre a mediados de noviembre de 2022 en las ciudades de Estambul (particularmente en el distrito de Beşiktaş y el barrio de Galata), Gaziantep y Berlín (en particular en la catedral de Santa Eduvigis, en la Puerta de Brandeburgo, en la Isla de los Museos y en el puente Oberbaumbrücke).

## Premios y reconocimientos
| Año  | Premio              | Categoría                             | Nominados             | Resultado |
| ---- | ------------------- | ------------------------------------- | --------------------- | --------- |
| 2023 | Turkey Youth Awards | Mejor actriz de reparto de televisión | Başak Gümülcinelioğlu | Nominada  |